# 아! 못 믿을 이여
《아! 못 믿을이여(독일어: Ah! perfido),  작품 번호 65》는 루트비히 판 베토벤의 소프라노와 관현악을 위한 연주회용 아리아이다.

## 개요
이 작품에 관하여, 베토벤은 1795년에 스케치를 시작하였으며, 프라하를 여행 중이던 1796년에 완성에 이르고 있다. 아마도 당시 프라하에서 유명했던 소프라노 가수, 요제파 두셰크를 염두에 두고 쓴 것으로 추정된다. 작곡 날짜에 반해 작품 번호가 높은 이유는 1796년에 작성되었으나 1805년까지 출판되지 않았기 때문이다.
출판은 베토벤의 많은 초기 작품과 마찬가지로 작품 번호 없이 뷰로 드 뮤지크 호프마이스터앤 퀴넬 출판사에 의해 1805년에 라이프 치히를 통해 이루어졌다. 작품의 헌정자는 특별히 없지만, 원고에서는 아마추어 가수인 조제핀 드 클라리 백작부인에게 이루어지고 있다. 1819년에 라이프 치히의 호프마이스터 출판사는 이 작품을 인쇄하고 46번을 할당했다. 베토벤이 알 수 없는 이유로 사용하지 않았던 65번은 같은 해에 빈의 아르타리아 출판사가 할당하여 베토벤의 《피아노 소나타 29번, “하머클라비어”》와 함께 출판되었다. 연대순으로 5-10 범위의 숫자가 정당화 된다. 라이프치히의 브라이트코프 운트 헤르텔 출판사는 1862년 베토벤의 일명 "베토벤 전집판" [GA]인 "루트비히 판 베토벤의 작품: 완전하고 비판적으로 검토되고 보편적으로 승인된 판"의 일부로 이 작품을 인쇄했다.
초연은 작품이 완성된 해인 1796년 11월 21일에 라이프 치히의 란슈태터 토어 극장에서 소프라노 가수 요제파 듀셰크에 의해 이루어졌다. 듀세크는 당시 프라하의 유명한 성악가로, 엄청난 보컬 난이도로 알려진 이 작품을 매우 잘 소화하여 관중들이 전율을 느낄 정도였다고 당시의 평론가에 의해 전해지고 있다.
1808년에 베토벤은 "이 아리아는 드라마틱한 양식이며 극장을 위해 쓰여졌고 작은 연주회 공간에서는 효과를 볼 수 없다"고 언급했다. 바로 그 해 12월 22일에는 작곡가를 위한 주목할 만한 자선 공연이 열렸다. 이 공연에서 그의 다섯 번째 및 여섯 번째 교향곡의 초연과 함께 이 작품의 연주가 다시 이루어졌으며 열 일곱살의 소프라노 가수 요제피네 슐츠-킬리취키로가 투입되었다.

## 음악
작품은 연인으로부터 배신당한 여인의 심리적인 갈등과 노여움을 배경으로 한 연주회용 아리아로, 셰나와 아리아로 구성된다.
셰나는 통상 오페라에서의 극적인 박력을 지닌 독창, 즉 레치타티보와 같은 개념이다. 보통 아리아에 앞서 연주되는데, 여기에서의 셰나는 "아! 못 믿을 이여, 거짓이었나요"부터 "그에게서 떠나겠어요. 그를 위해 죽겠어요!"까지 이르는 연주시간 약 4~5분의 부분을 가리킨다. 이 셰나의 가사는 이탈리아의 시인이자 극작가 피에트로 메타스타시오가 쓴 오페라, 스키로의 아킬레 대본의 구절을 바탕으로 하고 있는데, 배신한 연인에 대한 복수심과 증오의 심정을 노래하고 있으며 빠르기의 잦은 변화로 그 효과를 준다.
한편, 아리아 부분은 “불쌍히 여기세요, 나를 떠나지 마세요”부터 시작하여 "동정받을 가치도 없어 보이나요?"까지 이르는 연주시간 약 9~10분의 부분으로, 가사는 원작자가 누구인지 불분명하다. 이 아리아는 이 곡에서 가장 감동적이고 매력적이고 효과적인 부분으로 볼 수 있다. 가사는 셰나의 가사의 절반 정도의 분량이지만, 바로크 시대의 오페라 아리아처럼 동일한 가사를 반복하여 노래하는 까닭에, 셰나의 두 배가 넘는 연주시간을 채우고 있다. 아리아의 아다지오 부분은 버림받지 않게 되기를 절대적으로 갈망하며 버림받게 된다면 죽음을 택할 것임을 오페라의 기도 장면의 아리아처럼 느리게 처리하고 있다. 아다지오 부분을 지나 피우 렌토의 고요함은 자비를 구하는 여인의 간절한 심정을 표현하며, 종결 전의 짧은 느린 부분에서는 알레그로로 빠르기가 변하면서 곡 전체를 통하여 절정을 이루고 있다.

## 악곡 구조
일반적으로 이 곡 전체의 일반적인 연주 소요 시간은 약 12분에서 15분 정도이다.
1. 전주
2. 셰나. 세도막 형식
3. 아리아. 세도막 형식
4. 코다
5. 후주

## 가사
Ah! perfido, spergiuro,

barbaro traditor, tu parti?

e son questi gl'ultimi tuoi congedi?

ove s'intese tirannia più crudel?

Va, scelerato! va, pur fuggi da me,

l'ira de' Numi non fuggirai!

Se v'è giustizia in Ciel, se v'è pietà,

congiureranno a gara tutti a punirti!

Ombra seguace! presente, ovunque vai,

vedrò le mie vendette;

io già le godo immaginando;

i fulmini ti veggo già balenar d'intorno.

Ah no! ah no! fermate, vindici Dei!

risparmiate quel cor, ferite il mio!

s'ei non è più qual era son'io qual fui,

per lui vivea, voglio morir per lui!

Per pietà, non dirmi addio,

di te priva che farò?

tu lo sai, bell'idol mio!

io d'affanno morirò.

Ah crudel! tu vuoi ch'io mora!

tu non hai pietà di me?

perchè rendi a chi t'adora

così barbara mercè?

Dite voi, se in tanto affanno

non son degna di pietà?
아! 못 믿을 이여, 거짓이었나요,

사악한 사기꾼, 떠나시나요?

이게 마지막 작별인가요?

이보다 잔인한 배신이 어디에 있나요?

가세요! 내게서 떠나세요, 나쁜 사람!

당신은 신의 화를 면치 못할 거에요!

하늘이 나를 불쌍히 여기고, 자비가 있다면,

당신은 큰 댓가를 치뤄야 할 거에요!

당신이 가는 곳 어디에나 악마가 나타나고,

내 앙갚음을 받게 될거에요;

난 이미 생각만 해도 기뻐요;

벌써 당신의 앞날이 불 보듯 뻔하네요.

아, 아녜요, 아녜요! 신이시여, 앙갚음이라니요!

그를 용서하고, 대신 나를 벌하세요!

이제 과거의 그가 아니라면, 내가 생각을 바꿔야죠,

그에게서 떠나겠어요. 그를 위해 죽겠어요!

불쌍히 여기세요, 나를 떠나지 마세요,

당신 없이 난 어찌 할까요?

내 사랑, 당신은 잘 알 거에요.

나는 슬픔 속에서 죽을 거에요.

아! 잔인한 당신은 내가 죽기를 원합니다!

나를 불쌍히 여기지 않나요?

어떻게 당신을 바라는 이에게

그토록 모질게 구나요?

말해 주세요, 절망에 빠진 내가

동정받을 가치도 없어 보이나요? 

## 참고 문헌
각주
1. ↑  Herttrich, 2쪽.
2. ↑  Beethoven House.
3. ↑  Woodfield, 205쪽.
4. ↑  Garrett, 7쪽.
5. ↑  Grad.

출처
- "Ah! perfido", Op. 65: Scores - 국제 악보 도서관 프로젝트 (IMSLP)
- Garrett, David (2011). 《Romantic Concert Arias》 (CD). ABC Classics. ABC4764434.
- Grad, Aaron (2012). “Ah, perfido!, Scene and Aria for Soprano and Orchestra Op. 65” (includes recording with Christine Brewer; Ward Stare conducting). Saint Paul Chamber Orchestra. 2016년 8월 17일에 확인함.
- Herttrich, Ernst (2010). “Ah! perfido – Per pietà, non dirmi addio Op. 65” (PDF). Henle. 2021년 5월 7일에 원본 문서 (PDF)에서 보존된 문서. 2015년 5월 18일에 확인함.
- Marston, Nicholas (2006). 《Mass in C major, Op. 86/Ah! perfido, Op. 65/Ne' giorni tuoi felici, WoO. 93/Tremate, empi, tremate, Op. 116》 (PDF) (CD). Hyperion. CDH55263. 2015년 5월 15일에 확인함.
- Woodfield, Ian (2011). 《Performing Operas for Mozart: Impresarios, Singers and Troupes》. Cambridge University Press. ISBN 9781139505215.
- Ellison, Paul (2014). 《The Key to Beethoven: Connecting Tonality and Meaning in His Music》. Pendragon Press. ISBN 9781576472026.
- “"Ah perfido!", Szene und Arie für Sopran und Orchester op. 65”. Bonn: Beethoven House. 2016년 9월 14일에 원본 문서에서 보존된 문서. 2016년 8월 27일에 확인함.
- “Ah! perfido op. 65 for Soprano and Orchestra”. Henle. 2010. 2016년 8월 29일에 원본 문서에서 보존된 문서. 2015년 5월 18일에 확인함.
- “Ah! perfido (track 13 from cat. no. 8.557264)” (PDF). Naxos Records.